# Solmaskin

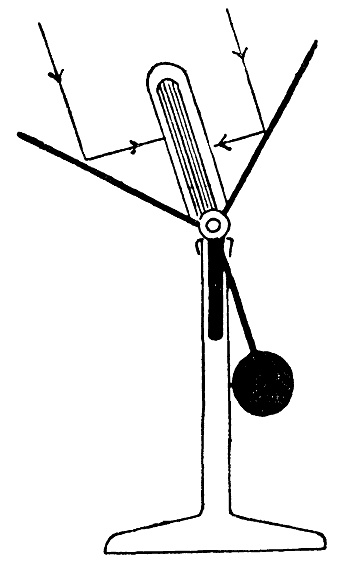
Mouchots solmaskin.

Solmaskin är en maskin, i vilken drivkraften tas från solstrålarna. Redan antikens män, som Euklides (född 325 f.Kr), Arkimedes (född 287 f.Kr) och Heron från Alexandria (född 10 e.Kr), nämnde möjligheten att bruka solvärme som drivkraft. Någon verklig maskin, grundad på solvärme, konstruerade de aldrig.

## Historia
Den första som konstruerade en verklig solmaskin var fransmannen A. Mouchot. Hans maskin bestod av en trattformad spegel (se figur 1), vars vinkel i spetsen var 90°. Ställdes denna tratt så att dess axel pekade mot solen, så föll de från dess sidor återkastade solstrålarna tillbaka mot trattens axel, där det fanns en cylinderformad ångpanna (i figuren genom streckning betecknad). Ångpannan var svärtad och omgiven av ett skyddande glashölje, som i hög grad förhindrar värmeförlust genom luftströmmar och värmestrålning från pannan, utan att i betydande omfattning ta bort de infallande solstrålarnas värme. Den speglande tratten utgjordes av en kraftig järnstomme, vilken bars upp av kopparplåtar, som var starkt försilvrade på den speglande insidan. Genom en enkel anordning med motvikt (svart i figuren) kunde tratten vridas så att dess öppning hölls riktad mot solen. Från pannan leddes ångan till en liten ångmaskin. Med denna solmaskin gjordes försök i Algeriet 1860. Trattens diameter var 2,2 meter. Maskinen producerade en niondels hästkraft (ungefär 80 W), motsvarade 3 % av det infallande solvärmet. Effekten ansågs vara alltför liten, vilket i huvudsak berodde på den ringa verkningsgraden hos dåtidens ångmaskiner, och maskinen var dyrbar och fördärvades snart, varför försöken gavs upp.
Flera nya konstruktioner testades, varibland de mest kända väl är John Ericssons. Hans viktigaste förbättring bestod i, att Mouchots tratt ersattes av smala, på baksidan försilvrade och sedermera med fernissa överdragna långa glasribbor, upplagda på en ställning (svart tecknad i figur 2) böjd som en parabolisk cylinder, längs vars brännlinje en ångpanna  var inlagd (tvärstreckad i figuren). Försök, vid vilka spegelns öppning riktades mot solen, gjordes i New York och beskrevs 1888 i Nature. Där uppgavs en verkningsgrad på 10,5 %, men denna antas ha varit för hög.

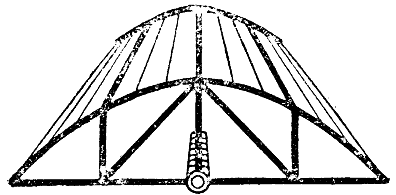
John Ericssons solmaskin.

Försök i stor skala med en förbättrad Ericssonsmaskin har utfördes av amerikanen Shuman vid Meadi nära Kairo. Speglarna i hans maskin låg horisontellt och vreds automatiskt kring axlar löpande i nord-sydlinjen så att dess öppningar var vända mot solen. Den bestod av fem speglar. Dessa hade vardera med en öppning 4 meter bred och var 60 meter långa. Pannan i varje spegels axel var av gjutjärn, 62,5 meter lång, 37,5 cm hög och 9 cm bred samt upplagd på rullar för att kunna utvidga sig fritt vid uppvärmningen. Den var ovantill täckt av fönsterglas. Ångan leddes från pannorna till en lågtrycksmaskin på 100 hästkrafter (74 kW).  Försöken kontrollerades under 3 veckor av ingenjör Ackermann, som fann att man genom några enkla förbättringar borde uppnå en effekt på 38,6 W/m² spegelöppning (med de något ofullkomliga anordningarna erhölls endast två tredjedelar av denna effekt, med en ångturbinsmaskin borde man kunna nå betydligt gynnsammare resultat). 
Arbetsförmågan, 1,5 hk/m², var endast omkring hälften av den, som uppgavs av J. Ericsson, men var tveklöst mer korrekt beräknad. Enligt de kostnadsberäkningar, som lämnades av Shuman, bör maskinen med den angivna verkningsgraden ha producerat el till en kostnad av 13 öre/kWh (medräknat transport från Meadi till Kairo).  Maskinen hade ungefär lika stor effekt och kostade lika mycket att bygga som en samtida vindmotor. Framför denna hade den betydande fördelar i länder med betydande solstrålning, som i Egypten. Däremot var den underlägsen ångmaskinen, då den inte kunde arbeta i mulet väder eller på natten.